# Еди ван Хејлен
Едвард Лодевајк ван Хејлен (хол. Edward Lodewijk van Halen; Најмеген, 26. јануар 1955 — Санта Моника, 6. октобар 2020) био је холандско-амерички музичар, текстописац и продуцент. Најпознатији је био као водећи гитариста, повремено клавијатуриста и ко-оснивач хард рок бенда Ван Хејлен. Он се сматра за једног од највећих светских гитариста и један од најутицајнијих рок гитариста 20. века. 2011, часопис Ролинг стоун је ставио Ван Хејлена на осмо место листе 100 највећих гитариста. 2012. је у анкети читалаца часописа Guitar World изгласан као први од 100 највећих гитариста свих времена, изнад Брајана Меја из групе Квин (другог) и Алекса Лајфсона из групе Раш (трећег).